# Mariengrotte (Pülfringen)

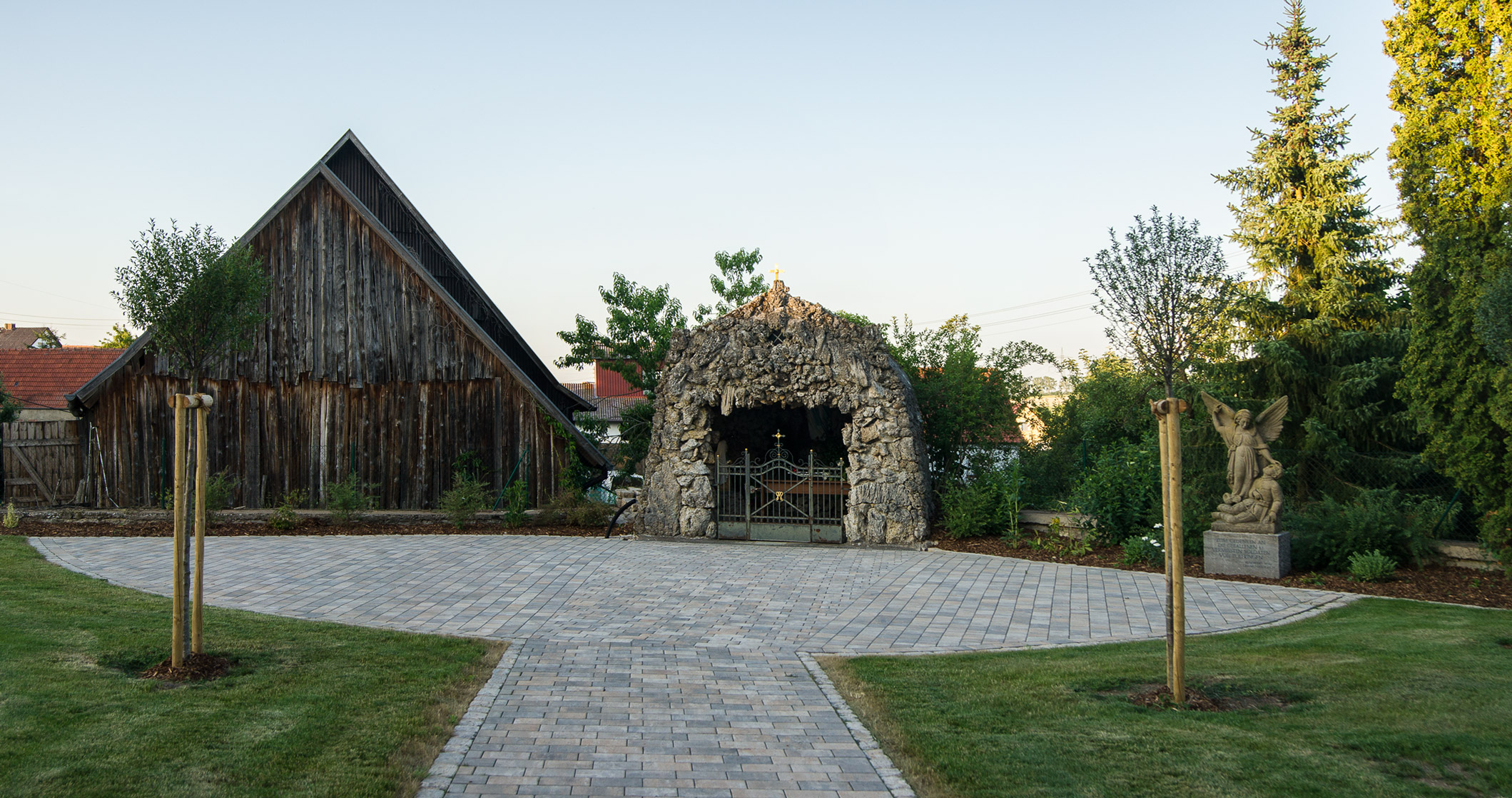
Die Mariengrotte neben der Pülfringer Pfarrkirche (2017)

Die Mariengrotte (auch Lourdesgrotte genannt) in Pülfringen, einem Ortsteil von Königheim im Main-Tauber-Kreis, befindet sich auf einem größeren Platz an der Ostseite der Pfarrkirche St. Kilian. Die Mariengrotte liegt im Bereich der Seelsorgeeinheit Königheim, die dem Dekanat Tauberbischofsheim des Erzbistums Freiburg zugeordnet ist. Die Mariengrotte ist ein Kulturdenkmal der Gemeinde Königheim und steht als sonstiges Denkmal unter Denkmalschutz.